# جون باترسون (سياسي نيوزلندي)
جون باترسون (بالإنجليزية: John Patterson)‏ هو سياسي نيوزلندي وأفغاني، ولد في 1826، وتوفي في 30 أبريل 1899 في نيوزيلندا. انتخب عضو مجلس النواب النيوزيلندي.